# Zgrada Velike realke u Splitu
Zgrada Velike realke u Splitu, Hrvatska, nalazi na adresi Zagrebačka 2.

## Opis
Građena je od 1908. do 1910. godine, na mjestu istočnog baroknog bedema Contarini koji je zbog njezine gradnje velikim dijelom porušen 1901. – 1905. godine. Funkcionalnošću tlocrta, novim konstruktivnim rješenjima, jednostavnošću pročelja rastvorenih nizom velikih prozora, zgrada Velike realke izdvaja se kao kvalitetan primjer projektirane školske zgrade s početka 20. stoljeća, a značajna je i kao primjer secesijske arhitekture u Splitu.

## Zaštita
Pod oznakom Z-5583 zavedena je kao nepokretno kulturno dobro - pojedinačno, pravna statusa zaštićena kulturnog dobra, klasificiranog kao profana graditeljska baština.